# Old-time music
 (janvier 2025).
Si vous disposez d'ouvrages ou d'articles de référence ou si vous connaissez des sites web de qualité traitant du thème abordé ici, merci de compléter l'article en donnant les références utiles à sa vérifiabilité et en les liant à la section « Notes et références ».
Genres dérivés
Country, bluegrass,  folk, americana, hillbilly
La old-time music est un genre de musique folk nord-américaine, ayant ses racines dans la musique folklorique de nombreux pays tels le Royaume-Uni (Angleterre et Écosse) et l'Irlande, aussi bien que du continent africain. Ce genre musical se développé avec les nombreuses danses folkloriques nord-américaines, comme la square dance. Le genre englobe aussi des ballades et d'autres types de chansons folk. Il est joué sur des instruments acoustiques, généralement centrés autour d'une combinaison d'un violon et de cordes pincées (le plus souvent guitare et/ou banjo)

## Histoire
Reflétant la culture qui s'installe en Amérique du Nord, les racines de l'old-time music sont basées sur la musique traditionnelle des îles Britanniques (plus précisément d'Angleterre, d'Écosse et d'Irlande), avec une forte influence afro-américaine. Dans certaines régions, cependant, l'influence française ou allemande a aussi été très marquante. Bien que beaucoup de morceaux et ballades old-time sont de source européenne, beaucoup d'autres sont purement américaines.

### Terminologie
Puisant ses origines dans la musique traditionnelle européenne et africaine, l'« old-time music » est certainement la plus vieille forme de musique traditionnelle nord-américaine après celle des Amérindiens. Cette qualification qui signifie « musique du bon vieux temps » est appropriée quoiqu'elle a été créée en 1923 seulement par un des premiers industriels de l'édition phonographique.
Le violoniste John Carson réalise alors quelques-uns des premiers enregistrements commerciaux de musique country pour le label Okeh et ceux-ci qui deviennent des tubes. Okeh, qui avait déjà utilisé le terme « hillbilly music » (musique de ploucs) pour décrire la musique des Appalaches et la musique liturgique du sud qui étaient toutes deux basées sur le violon, ainsi que le terme « race recording » (musique raciale) pour décrire la musique afro-américaine, commence à étiqueter « old-time music » (musique du bon vieux temps) la musique que John Carson jouait. Le terme, s'il était d'abord un euphémisme, remplace avantageusement d'autres dénominations que beaucoup considéraient péjoratives et gagna la faveur des musiciens et de leur public.

### Autres sources
Durant la fin du XIXe et le début du XXe siècles, les Minstrel shows, Tin Pan Alley, le gospel et d'autres formes de musique populaire entrèrent dans ce genre. Tandis que la old-time music était répandue dans tous les États-Unis aux XVIIIe et XIXe siècles, au XXe siècle ce genre est associé aux Appalaches.

### Revival
La old-time music connait une renaissance au début des années 1960, dans des régions comme Chapel Hill en Caroline du nord par exemple. Alan Jabbour, directeur et fondateur du Folklife Center à la Bibliothèque du Congrès, en devint un des leaders alors qu'il était encore étudiant. Mike Seeger (en) et Pete Seeger) avaient quant à eux apporté cette musique à New York dès le début des années 1940. On ne doit pas non plus oublier les Lost City Ramblers qui contribuèrent à répandre ce revival (revirement ou retour) et qui invitent régulièrement des musiciens plus âgés dans leurs concerts. Cette formation comprenait à l'origine Mike Seeger, John Cohen et Tom Paley (plus tard remplacé par Tracy Schwarz). Nombre de musiciens de la scène actuelle reconnaissent que c'est grâce aux New Lost City Ramblers qu'ils s'intéressent.

## Instruments
La old-time music est jouée en utilisant une large variété d'instruments à cordes. L'instrumentation est déterminée par la disponibilité des instruments aussi bien que par la tradition. Historiquement, le fiddle, violon utilisé dans la musique populaire américaine et des îles Britanniques, était presque toujours l'instrument mélodique principal, et dans bien des situations (en l'absence d'alternative), les danses étaient uniquement accompagnées d'un violon solo qui bien souvent faisait aussi office de dance caller.

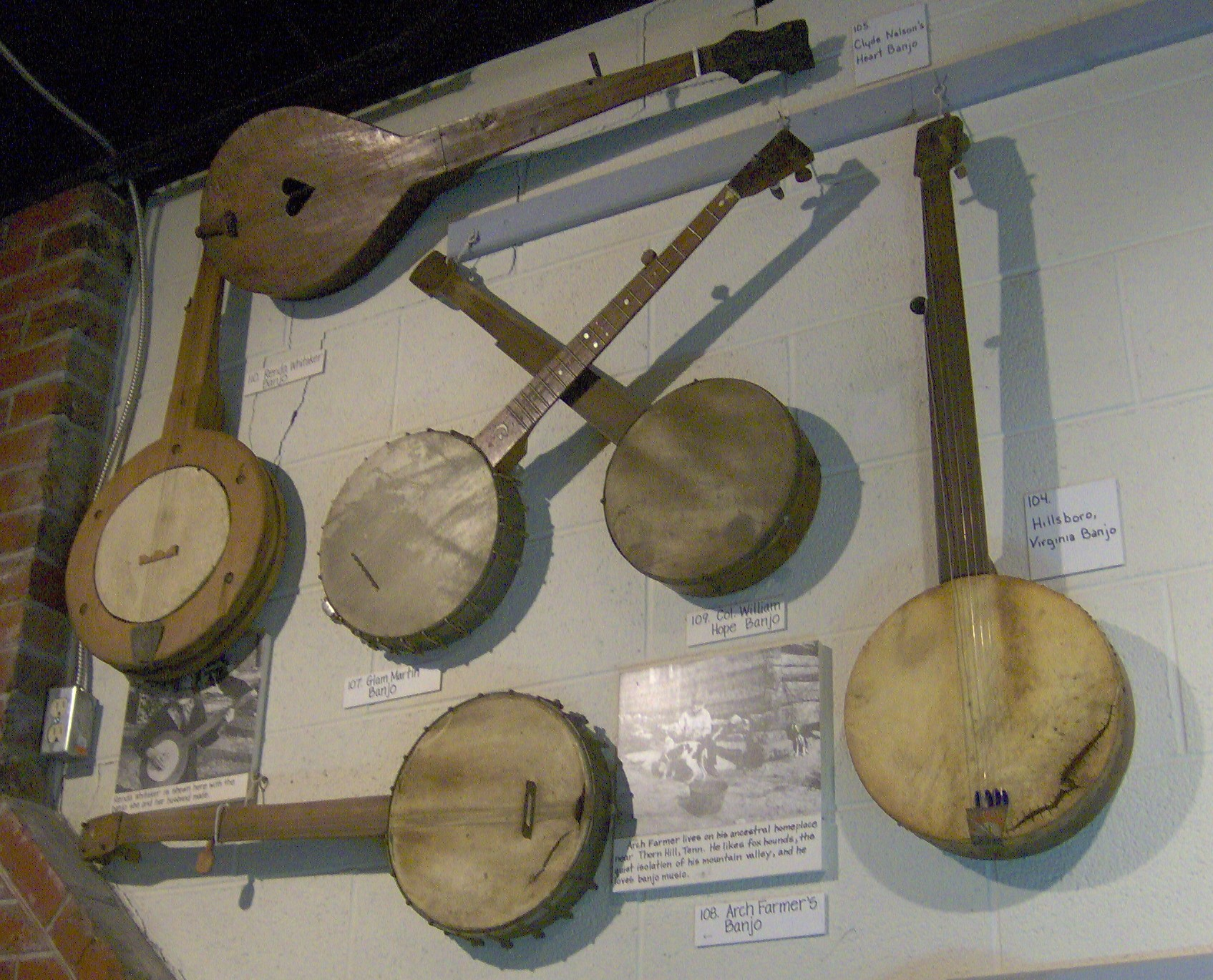
Collection de banjos, recueillis dans la région des Appalaches, exposée au Museum of Appalachia à Norris, dans le Tennessee.

Au début du XIXe siècle, le banjo (un instrument d'origine ouest-africaine originellement joué par les populations afro-américaines, libres ou esclaves) devint un partenaire essentiel du violon, particulièrement dans les États du sud. Originellement non fretté et fréquemment conçu à partir d'une calebasse, il jouait la même mélodie que le violon (bien que dans un registre plus grave), en procurant simultanément un accompagnement rythmique et harmonique avec un bourdon fourni par la cinquième corde (la plus petite). Le banjo utilisé dans la old-time music est typiquement un modèle à cinq cordes avec dos ouvert (c'est-à-dire sans le résonateur que l'on trouve sur la plupart des banjos de bluegrass).
Aujourd'hui, la plupart des joueurs de banjo utilisent la technique du clawhammer, mais il en existait à l'origine plusieurs (dont la plupart sont encore en vigueur) vaguement groupés par régions. Les techniques majeures étaient le clawhammer (connu sous plusieurs noms régionaux), les techniques à deux doigts North-Carolina Picking ou Kentucky Picking, et le style à trois doigts (fiddle style) qui fut influencé par le style urbain classique. Un débutant adoptait la plupart du temps le style que son professeur, souvent un parent ou un ami, préférait.

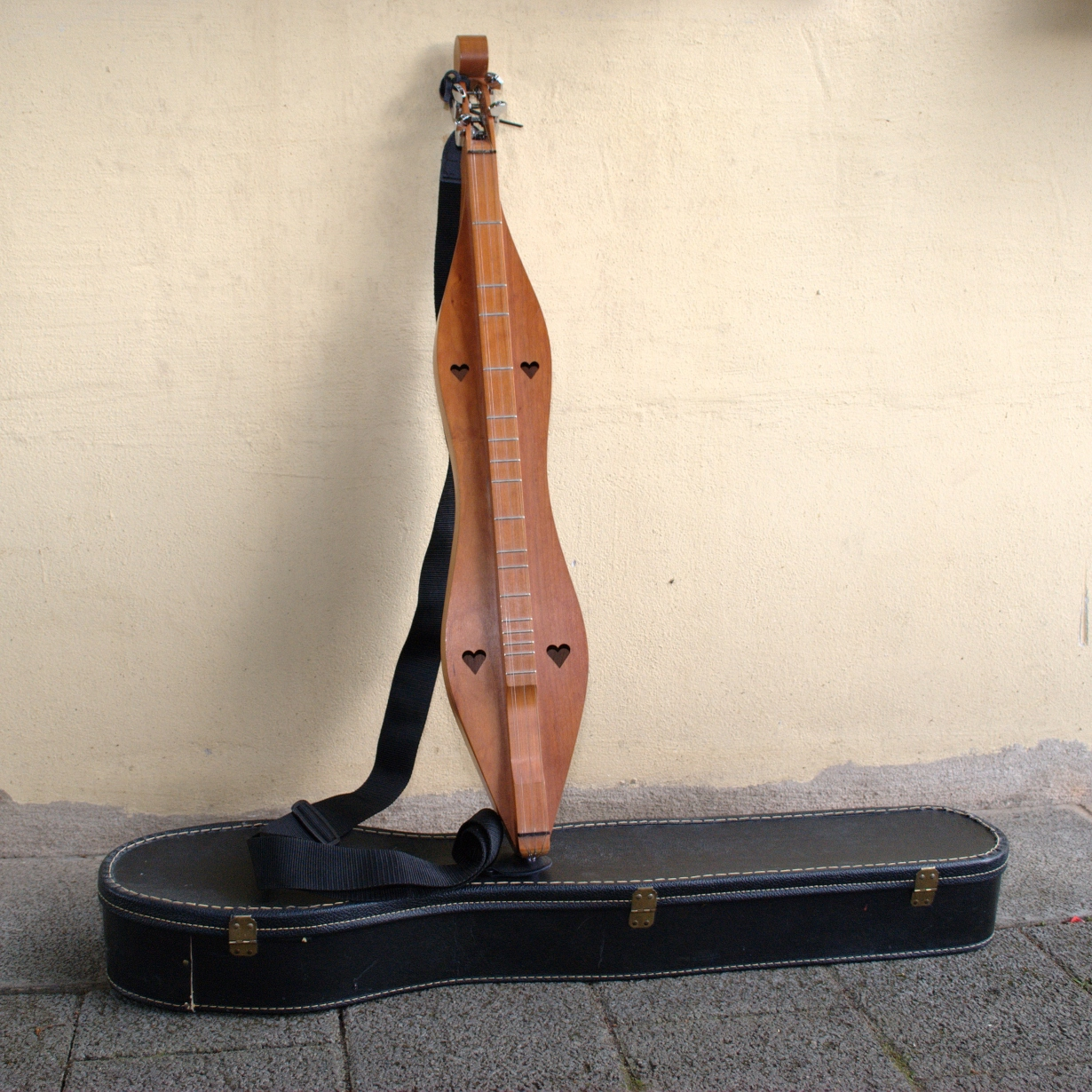
Un dulcimer des Appalaches

Parce que jouer avec plus de doigts signifie plus de notes, les techniques à trois doigts intriguent beaucoup de musiciens. Des styles personnels sont développés par des figures importantes telles Uncle Dave Macon, Dock Boggs et Snuffy Jenkins. Ces techniques à trois doigts, spécialement celles développées par Jenkins, conduisent dans les années 1940 au style Scruggs, créé par Earl Scruggs, qui aida à accentuer le fossé entre la old-time et le style centré sur les solos qui deviendra le bluegrass. Jenkins développa un roulement qui inspire Scruggs pour créer des roulements plus doux et rapides et qui sont maintenant d'usage standard dans le bluegrass.
Au cours du XIXe et début du XXe siècle, d'autres instruments à cordes commencèrent à être ajoutés au duo violon-banjo, parmi lesquels la guitare, la mandoline, la contrebasse (ou contrebassine) pour fournir un accompagnement harmonique (parfois même mélodique). Un tel ensemble, quelle que soit la composition exacte, devint connu sous le nom de string band. Occasionnellement, le violoncelle, le piano, le dulcimer, le dulcimer des Appalaches, le banjo ténor, la guitare ténor, l'arc musical et d'autres instruments furent utilisés.
On doit aussi ajouter les instruments sans cordes comme le jug (bocal servant de résonateur au souffle envoyé par un joueur), l'harmonica, la guimbarde, le concertina, l'accordéon, la planche à laver, les cuillères ou les os musicaux. Leur présence était souvent déterminée par la région de provenance des immigrants européens.
Le violon peut parfois être joué par deux musiciens, l'un jouant avec l'archet et l'autre à côté en tapant un rythme sur les cordes avec de petites baguettes nommées fiddlesticks. Cette technique est notamment utilisée par le duo Al et Emily Cantrell.

## Danse
La old-time music instrumentale est traditionnellement jouée pour accompagner des danses. Elle est alors peu spectaculaire et sans aucun solo, mais les temps et le rythme y sont bien marqués. Ceci contraste avec le bluegrass, qui, issu de l'old-time a évolué dès les années 1940 pour devenir une musique de concert et de solos.
Tandis que dans les îles britanniques reels et jigs restaient tous deux populaires, le reel est de loin la structure métrique prédominante dans la old-time américaine (bien que quelques hornpipes soient encore joués). Les musiciens canadiens, particulièrement ceux des provinces maritimes où l'influence écossaise était forte, jouent encore à la fois les 'jigs et les reels aussi bien que des marches et des strathspeys.
Chaque variante régionale de la old-time music accompagne différentes danses. Parmi elles, la clog dance et le flatfoot (Appalaches), la contredanse (Nouvelle-Angleterre), la square dance (États du sud) et la step dance (Nouvelle-Écosse, particulièrement l'île de Cape Breton), bien qu'il y ait quelques passerelles entre ces différentes régions.

## Apprentissage
La old-time music s'apprend traditionnellement à l'oreille même par des musiciens sachant lire les partitions. Il en existe un grand nombre, bien que beaucoup pensent que cette musique n'est pas faite pour être écrite. Ceci est dû aux variations locales et régionales de la old-music comme à sa tradition d'improvisation.
Bien que ce soit l'une des plus anciennes et plus éminentes forme de musique traditionnelle nord-américaine, la old-time n'est généralement pas enseignée dans les écoles et les universités. La square dance fait exception et est parfois enseignée dans des écoles élémentaires (généralement sur un enregistrement). Les instruments et danses de la old-time music doit donc être étudiée hors du système scolaire.
Il y a cependant un nombre grandissant d'écoles de musique folk aux États-Unis, généralement basées sur une communauté de non-profit. La Old Town School of Folk Music de Chicago en est sûrement la plus ancienne, ayant commencé en 1957. La Folk School de Saint-Louis est l'une des nombreuses nouvelles écoles ayant ouvert ses portes en 2002 après la sortie du film O'Brother qui suscita l'engouement des urbains pour la old-time music. Il y a une grande variété de programmes d'une semaine, pour la plupart en été. Ces camps sont à caractère familial et permettent aux débutants d'entrer dans la tradition et aux musiciens plus avancés de se perfectionner.

## Styles régionaux
Il existe une grande quantité de styles régionaux de old-time music, ayant chacun son propre répertoire et son style de jeu. Cependant, on peut trouver quelques morceaux (comme Soldier's Joy) dans presque tous les styles régionaux, bien qu'interprétés différemment.

### Appalaches

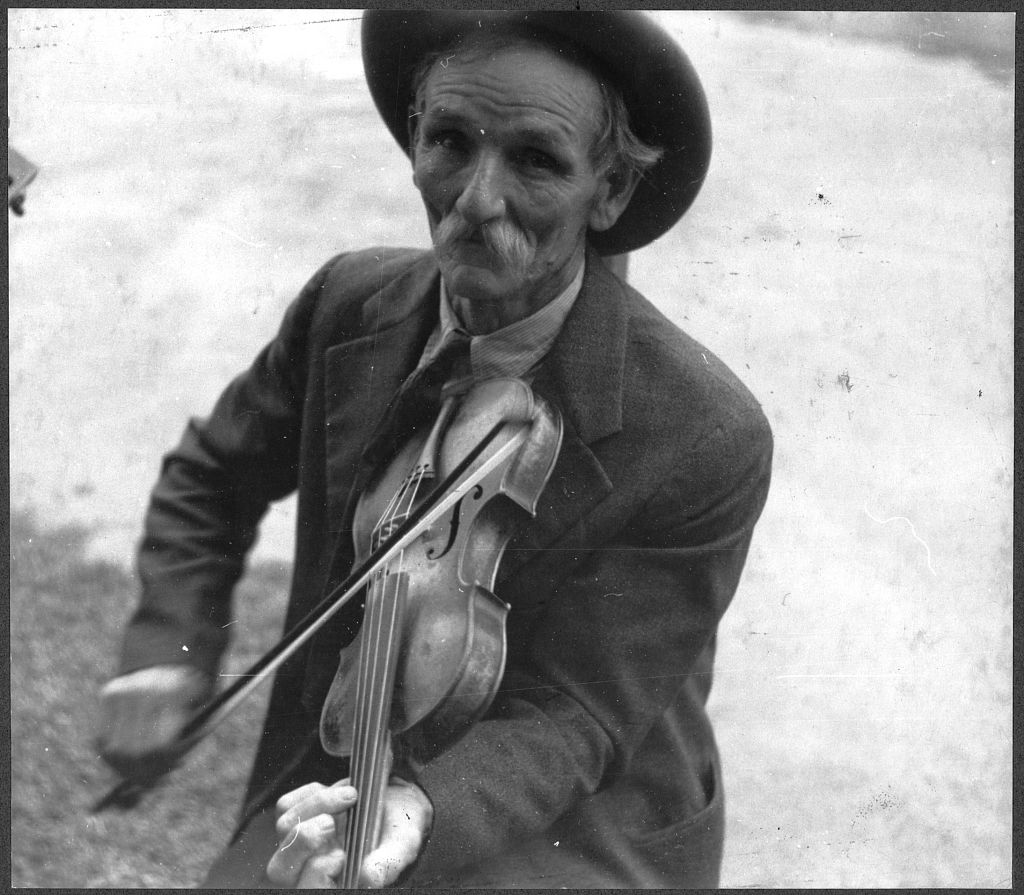
Bill Hensley, un violoneux traditionnel de la région d'Asheville en Caroline du Nord vers 1944.

Cette section s'applique principalement aux Appalaches du sud, aux États-Unis (les Appalaches du centre se situent au nord-est du pays et les Appalaches du nord s'étendent jusqu'au Québec.
La musique folk des Appalaches constitue un genre particulier de musique traditionnelle. Elle descend principalement des musiques populaires anglaise, écossaise et irlandaise qui sont apportées dans cette région par les immigrants européens. Beaucoup des chansons traditionnelles américaines ont leurs origines dans les chansons des îles Britanniques. Par exemple, Pretty Polly, Little Musgrave, et Pretty Saro sont anglaises, Barbara Allen et Lord Randal sont écossaises, et The Lily of the West est irlandaise. D'autres chansons sont écrites en Amérique.
Un violoniste écossais nommé Neil Gow est habituellement crédité pour avoir développé, dans les années 1940, la technique de jeu à l'archet court (short bow sawstroke) qui caractérise le violon des Appalaches. Elle distingue celui-ci des autres musiques parentes : les violoneux de concours du Texas, les violonistes de Texas Swing et de Bluegrass préfèrent le plus souvent le jeu à l'archet long qui est rendu populaire par les violonistes de jazz. Cette technique tombe plus ou moins en désuétude durant le siècle suivant, car les valses et polkas européennes connaissaient alors une grande vogue et avaient remplacé les airs traditionnels dans la faveur du public des villages et des fermes.
Tandis que dans les années 2000, les Afro-Américains ne constituent que huit pour cent de la population des Appalaches, leur nombre était bien plus important au XIXe et début du XXe siècle du fait de la présence d'esclaves noirs et d'hommes libres travaillant dans les exploitations forestières, les mines de charbon et l'industrie. Leur influence considérable sur la musique des Appalaches se remarque dans l'instrumentation : le banjo a été adopté des Afro-Américains par les musiciens blancs après la guerre de Sécession. Même au début du XXe siècle, il était courant pour les jeunes musiciens blancs d'avoir appris le banjo de musiciens afro-américains plus âgés vivant dans la région. Leur influence peut aussi être ressentie dans l'ornementation, avec la tierce et la septième note bleue et les glissandos. On ne trouve pas ces derniers dans la musique populaire des îles Britanniques, exception faite de certains styles de musique irlandaise, dont l'influence sur la musique des Appalaches est cependant considérée comme minime car les colons des Appalaches n'étaient généralement pas d'extraction irlandaise.
Le folk des Appalaches influence considérablement la country et le bluegrass. C'est l'un des rares styles régionaux qui, depuis la Seconde Guerre mondiale, est appris et largement pratiqué dans l'ensemble des États-Unis (aussi bien qu'au Canada, en Europe, en Australie, etc.) Dans certains cas (le Midwest et le nord-est), sa popularité éclipse les traditions old-time indigènes de ces régions. Il y a une concentration particulièrement importante de musiciens de folk des Appalaches sur les côtes est et ouest (plus spécialement à New York, Los Angeles, San Francisco et dans le nord-ouest. Un certain nombre de compositeurs américains classiques, en particulier Henry Cowell et Aaron Copland, composent des œuvres fusionnant le folk des Appalaches et la musique classique européenne.
La old-time music des Appalaches est elle-même faite de traditions régionales. On peut citer celle de Mount Airy, en Caroline du Nord (spécialement le Round Peak Style de Tommy Jarrell), celle de Grayson County/Galax en Virginie (Wade Ward et Albert Hash), celle de l'ouest de la Virginie (the Hammons Family), celle de l'est du Kentucky (J. P. Fraley et Lee Sexton), et celle de l'est du Tennessee (Roan Mountain Hilltoppers).
Le banjoïste et violoniste Bascom Lamar Lunsford, natif des montagnes de Caroline du Nord, collecta beaucoup de musiques traditionnelles durant sa vie et fonde le Festival de old-time music d'Asheville. Parmi les joueurs et luthiers de banjo les plus connus, Frank Proffitt, Frank Proffitt jr. et Stanley Hicks ont tous appris à faire et à jouer du banjo fretless des montagnes par une tradition familiale : ils montrent très peu de traces de l'influence commerciale des enregistrements Hillbilly. Proffitt et Hicks étaient les héritiers d'une tradition folk vieille de plusieurs siècles, et durant le milieu et la fin du XXe siècle ils continuèrent à jouer un style plus ancien que les string bands souvent associés à la old-time music. Leur style est repris par le musicien contemporain Tim Eriksen.
La old-time music est aussi adoptée par quelques Amérindiens. Walker Calhoun de Big Cove, dans la Qualla Boundary (sur la bande est du territoire des Indiens Cherokees, juste à côté du Great Smoky Mountains National Park en Caroline du Nord) joue du banjo, en chantant en langue cherokee.

### Nouvelle-Angleterre
Les États de la Nouvelle-Angleterre, les premiers à avoir été fondés par les Européens, ont l'une des traditions old-time les plus anciennes. Bien que les Puritains (premiers Européens à s'installer dans cette région) désapprouvaient la musique instrumentale, la musique de danse y fleurit dans les aires urbaines et rurales dès le début du XVIIe siècle. Les instruments de base étaient le violon, le piano et la guitare, et les flûtes en bois étaient parfois également utilisées. Comme pour le folk des Appalaches, un certain nombre de compositeurs classiques se sont tournés vers la musique folk de la Nouvelle-Angleterre pour ses idées mélodiques et harmoniques, les plus connus étant Charles Ives, aussi bien que Aaron Copland, William Schuman et John Cage, parmi d'autres.

### Midwest
Débutant à l'aube du XIXe siècle, quand les États du Midwest furent colonisés à partir des États de l'est et des immigrants d'Europe, le Midwest développa ses propres styles de musique old-time. Parmi ceux-ci, le style du Missouri est particulièrement intéressant pour son style énergique à l'archet. Dans le haut-Midwest, plus spécialement dans le Minnesota, la musique old-time est typiquement composée d'un mélange de styles scandinaves, spécialement norvégiens et suédois.

### Sud américain hors Appalaches
Les États du sud (particulièrement ceux de la côte comme la Virginie et la Caroline du Nord) possèdent un style de old-time qui leur est propre.
C'est dans cette région que la musique d'Afrique se mélange le plus fortement avec celle des îles Britanniques. Les enregistrements montrent que beaucoup d'esclaves africains (qui pour la plupart étaient déjà musiciens en Afrique ou aux Caraïbes, où ils vivaient avant de venir aux États-Unis) étaient des musiciens talentueux, jouant, dès le début du XVIIIe siècle, d'instruments tels que le violon, le banjo ou le piano. Des documents ou publicités sur les esclaves de l'époque listaient souvent les compétences musicales de certains esclaves en tant qu'argument de vente, car on demandait souvent aux esclaves noirs de jouer pour leur maître.
On pense que le banjo, instrument essentiel pour la old-time des Appalaches et du sud, est dérivé d'une sorte de luth d'Afrique de l'Ouest, recouvert d'une peau. On trouve encore de tels instruments au Sénégal, en Gambie, au Mali et en Guinée, où ils sont appelés n'goni, xalam, et par bien d'autres noms.
Les États du sud profond comme l'Alabama, le Mississippi, la Géorgie et la Louisiane ont aussi leurs propres traditions et répertoires. Tandis que la musique cadienne de Louisiane partage beaucoup avec les autres traditions nord-américaines de old-time, elle est généralement considérée comme une tradition en elle-même et non pas considérée en tant que old-time music.

### Texas et ouest américain
Le Texas développe une tradition distinctive à deux violons qui fut popularisée plus tard par Bob Wills en tant que western swing. Le violon est également populaire depuis le XIXe siècle dans d'autres États du Sud comme l'Oklahoma et le Colorado. Le National Oldtime Fiddlers' Contest se tient chaque année à Weiser dans l'Idaho depuis 1953.
L'Oklahoma, avec sa relativement grande concentration d'Amérindiens, produit quelques string bands Amérindiens, notamment Big Chief Henry's Indian String Band (composé de Henry Hall au violon, Clarence Hall à la guitare et Harold Hall au banjo et voix) enregistré par H. C. Speir pour la compagnie Victor en 1929.

### Canada
Différents styles de old-time existent au Canada : la tradition de Nouvelle-Écosse (particulièrement sur l’île du Cap-Breton), dérivée de la tradition écossaise ; la musique du Canada français, du Québec et d'Acadie et celle de l'Ontario ; et enfin les traditions de violon des prairies de l'ouest. C'est là (principalement à Manitoba et Saskatchewan) que l'on peut trouver la tradition des populations métisses. La musique folk traditionnelle de Terre-Neuve et du Labrador, bien que similaire dans un certain sens à celle du reste du Canada Atlantique, a un style distinct en elle-même, et est généralement considérée comme un genre séparé.

## Artistes

### Représentants
Jack Treese, Hazel Dickens, et Alice Gerrard (en) sont parmi les multi-instrumentistes du genre. Joe Birchfield, Jim Bowles, Junior Daugherty, Benton Flippen, Clayton McMichen, et Benny Thomasson sont parmi les violonistes du genre. Doc Watson fait partie des banjoïstes du genre, et Estil Cortez Ball (en) et Doc Watson des guitaristes.

### Musiciens contemporains
La scène old-time contemporaine est bien vivante. Plusieurs films qui sont réalisés au cours des dernières années[Quand ?], une meilleure accessibilité des matériels sources, et le travail acharné de groupes ou de musiciens qui font l'objet d'une passion de leur public et qui donnent de nombreux concerts, ont suscité un regain d'intérêt à son égard. Elle attire de nombreux artistes talentueux qui se sont donné le double objectif de maintenir vivante une longue tradition et de perpétuer les techniques qu'ils ont apprises de leurs ainés musiciens.

### Groupes
Parmi les groupes du genre, on compte : The Foghorn String Band, The Freight Hoppers, The Forge Mountain Diggers, The Georgia Mudcats, Old-Time Kozmik Trio, The Georgia Potlickers, Uncle Earl, et The Wilders.